# 马山口镇
马山口镇，是中华人民共和国河南省南阳市内乡县下辖的一个乡镇级行政单位。

## 行政区划
马山口镇下辖以下地区：
马山口社区、闫岗村、茨园村、岳岗村、大寨村、寺山庙村、庵北村、河口村、杜洛庄村、石庙村、朱庙村、打磨岗村、白庙村、三岔河村、关帝坪村、花北村、李井村、王场村、唐河村、马坪村、杏树坪村、河西村、郑湾村、樊岗村和老庄村。